# Vladimír Šavel
Vladimír Šavel (14. listopadu 1921 Kopisty – 4. srpna 2006 Ústí nad Labem) byl český sochař a malíř. Narodil se v hornické rodině, ze které si odnesl stálý vztah k místní důlní a průmyslové krajině. Jeho hlavní umělecká profese byla grafik. Celý život věnoval malbě zátiší. Rád měl drsnou krajinu Krušnohoří, jezdíval do Jižních Čech a také na Šumavu.

## Život
Vystudoval Akademii výtvarných umění v Praze u profesora Tavíka Františka Šimona.
Roku 1945 se přidal do ústecké pobočky Svazu československých výtvarných umělců. Po roce 1970 pracoval ve výborech SKO ČSVU jako předseda.
Získal řadu krajských i celostátních cen a byl jmenován zasloužilým umělcem.

## Dílo
- 1956: sgrafita – Vladimír Šavel, Antonín Lábr, Teplice[2]